# Helge Rosvaenge
Helge Rosvænge (també Roswaenge, Rosvaenge) (Copenhaguen, 29 d'agost, 1897 - Munic (Alemanya), 19 de juny, 1972), va ser un cantant d'òpera danès que es va convertir en un tenor de fama mundial amb una carrera a Alemanya i Àustria en particular abans, durant i després de la Segona Guerra Mundial. Va ostentar els títols de Cantant de Cambra Prussià (des del 1934) i Cantant de Cambra Reial Danès (des del 1936).
No volia que el seu nom s'escrivís amb una ä a Alemanya, però es feia dir Roswaenge allà.

## Primers anys
Després d'estudiar química a la Universitat Politècnica de Copenhaguen, va prendre classes de cant a Copenhaguen i Berlín. Va debutar a Neustrelitz el 1921 com a Don José a Carmen. Va ser primer tenor a l'Òpera Estatal de Berlín del 1929 al 1944 i també va estar associat a l'Òpera Estatal de Viena. Va cantar al Festival de Salzburg de 1933 a 1939, va cantar Parsifal a Bayreuth el 1934 i el 1936 (però no va aparèixer en parts de Wagner) i va cantar al Covent Garden el 1938 i a París el 1941. Va ser nomenat Cavaller de l'Orde de Dannebrog el 1933 i Dannebrogsmand el 1940.
El desembre de 1940, Johannes Fønss va celebrar el seu 35è aniversari com a cantant i va enviar a buscar el seu bon amic Rosvænge, que tenia 28 parts de tenor a punt i podia fer una aparició com a convidat amb poques hores d'antelació. Rosvænge tenia un avió privat, cosa que li va valer el sobrenom de "el cantant volador". Tanmateix, va arribar a Copenhaguen amb un vol regular, i dels assajos només va necessitar una conversa de mitja hora amb el director d'orquestra i una ullada al pla de l'escenari; després va entrar a la senyal amb el vestit d'escena que havia portat i va cantar ben preparat. Tanmateix, volia assajar primer el paper de Tamino, per consideració a les línies parlades, que només coneixia en alemany. Des d'un escenari danès volia parlar només en danès.

## Després de la guerra

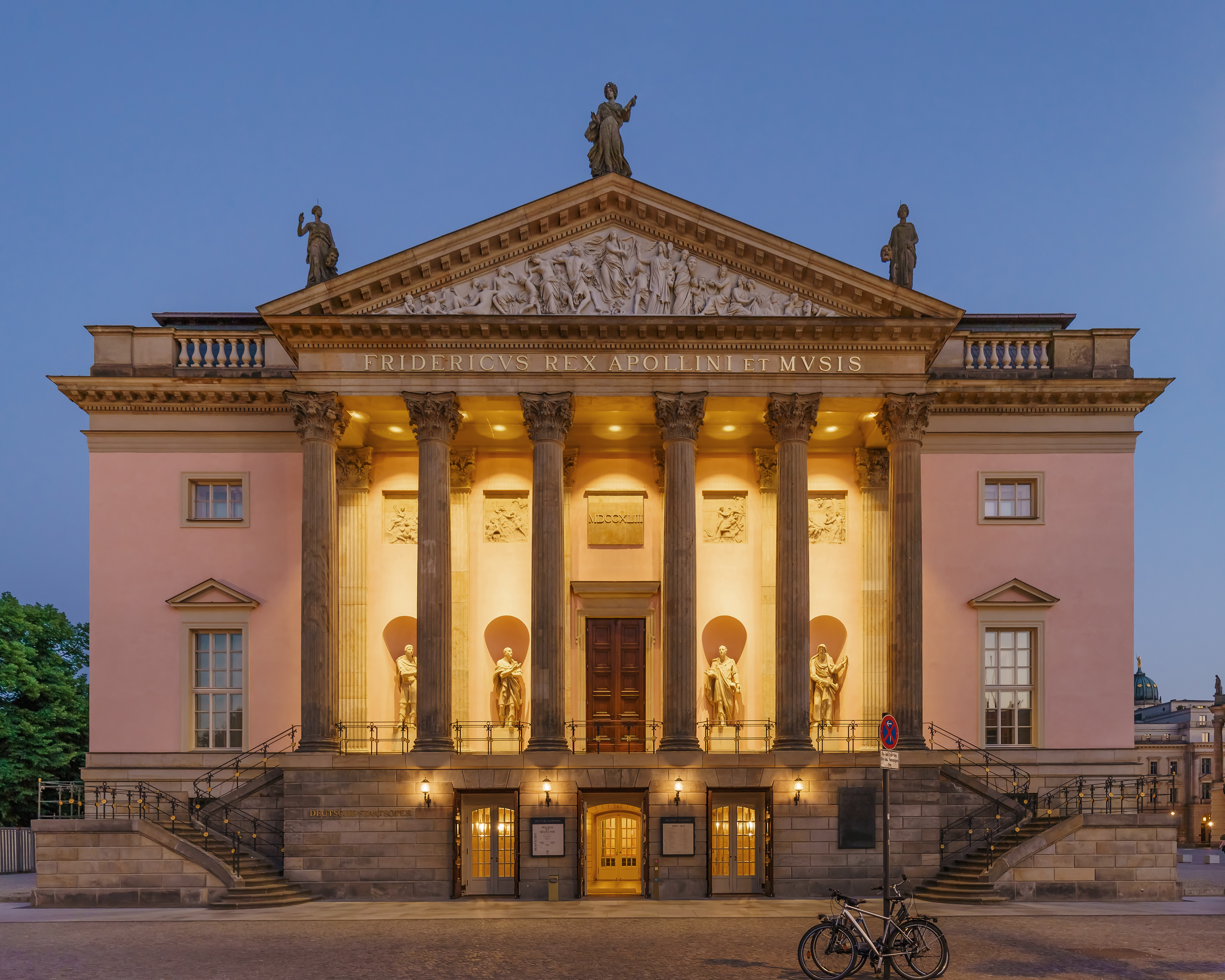
Òpera de Berlín

En el seu temps, Rosvænge va fer una mitjana de més de 200 actuacions a l'any, un rècord de solista que probablement mai s'ha batut. El 1935, va participar en el casament de Hermann Göring. El 1944, Hitler el va incloure a la llista d'artistes Gottbegnadeten (= donats per Déu), cosa que el va salvar de ser acomiadat de l'Òpera de Berlín. Al final de la guerra, es trobava a la seva vil·la a Wannsee. La vil·la va ser confiscada pels russos, que el van fer cantar amb entusiasme per a ells. Va ser internat a Krasnogorsk, als afores de Moscou, però va ser alliberat el setembre de 1945, després de la qual cosa va viatjar a Estocolm. Mentre estava en captiveri rus, Rosvænge va donar classes de cant al romanès Anton Gutman després d'escoltar-lo cantar una ària de Tosca. Gutman va estar en captiveri soviètic del 1942 al 1948, on també va actuar.
El 1941 va actuar en un concert organitzat per Frikorps Danmark a Copenhaguen. Aquest va ser el quid de la demanda que va presentar contra el diari suec Expressen, el crític del qual es va negar a fer una crítica de la vetllada de cant de Rosvænge a Estocolm el novembre de 1945 perquè "el que donava el concert era un nazi alemany". Tot i que Rosvænge no era ni alemany ni un nazi declarat, va perdre la seva demanda per difamació als tribunals de Suècia. Arran del cas, van seguir una sèrie d'articles de premsa hostils sobre ell a Dinamarca. Berlingske Tidende, que havia cobert la carrera de Rosvænge en detall abans de 1941, no va escriure ni una sola paraula sobre ell després del judici suec, fins a l'obituari de 1972. La Comissió de Control Aliada va prohibir a Rosvænge viatjar per l'Alemanya Occidental fins al 1949, cosa que li va impedir assumir un compromís a Zuric el 1946. Aquí, també es va utilitzar en contra seva que durant una vetllada de cant a Graz el 1934 havia interpretat el Lied Heimweh de Hugo Wolf, i en els versos Grüss dich, Deutschland, aus Herzensgrund (= Salutacions, Alemanya, des del fons del cor) el públic s'havia posat dret d'un salt, aplaudint, cridant Heil i esclatant amb l'himne nacional alemany "Deutschland, Deutschland, über alles". La sala va haver de ser desallotjada, i Rosvænge, que no estava gens preparat per a l'episodi, va ser enviat fora del país sense cap cost i amb la prohibició de més actuacions a Àustria.
El 1946 va viatjar de Dinamarca a Las Palmas, on va celebrar el seu 25è aniversari com a cantant a l'escenari amb Cavalleria rusticana. Fins al 1948 va romandre a Espanya, on va treballar com a químic. Va desenvolupar una pintura per a vaixells que impedia el creixement d'algues i un tipus de pa cuit amb farina de patata. No va ser fins al 1948 que va viatjar a Suïssa i va reprendre la seva carrera com a cantant, abans de tornar als teatres d'òpera de Viena i Berlín. El seu concert de comiat va tenir lloc al Musikverein de Viena el 1959, però va continuar fent actuacions individuals, concerts i aparicions a la televisió. Com que es va convertir en una pràctica habitual cantar òpera en la llengua original, Rosvænge, que anteriorment havia cantat els seus papers en alemany, va haver d'assajar gran part del seu repertori en els darrers anys de la seva carrera. Va ensenyar, entre d'altres, a Niels Borksand a Munic el 1971. Borksand va descriure l'ensenyament com a "robust", ja que Rosvænge va demostrar un Si alt, va estendre el to a forte, de nou a piano i forte i piano de nou, mentre que Borksand també el colpejava fort amb el puny al diafragma: "Va ser com colpejar una paret de formigó i em va fer més mal a la mà que a la seva".
Després de la guerra, l'Òpera Estatal de Berlín va ser el principal teatre d'òpera de la RDA, i Rosvænge va ser guardonat amb una vil·la honorífica fora de Berlín.
El 1967, Holger Boland volia una actuació convidada de Rosvænge i va buscar l'home de 70 anys a Viena. No va poder cantar a Dinamarca i va dir: {{Cita@"No perquè hagi odiat la meva pàtria -encara sóc un ciutadà danès- sinó perquè no vull arriscar-me a trobar-me amb la incomprensió que abans em causava tant de dolor. Viena i Berlín eren tot el meu món - el món de l'òpera! On aniria si volgués escapar del nazisme, amb el qual no tenia absolutament cap connexió? D'altra banda, ho tenia pels meus col·legues i amics del món de l'òpera. Vam veure amb sincera tristesa molts dels nostres grans artistes expatriats als EUA; però eren jueus que havien de salvar les seves vides; la resta de nosaltres ens vam sentir obligats a continuar amb l'òpera i no decebre un públic que, sobretot en els darrers anys difícils, acudia en massa als teatres d'òpera". A Viena, va cantar Don José mentre la Filharmònica de Viena s'asseia i tocava amb la seva roba d'abric. "El 1945, els bombarders soviètics havien reduït tant l'Unter den Linden com la Staatsoper am Ring a ruïnes fumejants. Quan vaig escapar del meu captiveri rus, va començar el meu intent fallit d'establir-me com a cantant nòrdic... Ai las! Ja no canto a casa!"}}
Rosvænge va celebrar el seu 70è aniversari el 1967 al "Theater an der Wien" com a Sou Chong a Smilets land  i el seu 50è aniversari de cant com a tenor a Yolimba de Killmayer, als 73 anys. Harold Rosenthal va escriure: "La seva veu no mostrava signes d'edat. Era càlida i sonora, fins i tot en tot el registre i brillant i lluent en el registre agut.'"

## Carrera i publicacions
- Debut 1921.
- 1922-24 Òpera a Altenburg.
- 1924-26 Òpera a Basilea.
- 1926-29 Òpera a Colònia.
- 1929-45 Staatsoper de Berlín.
- 1933-39 Salzburg com Tamino, Hüon a Oberon, Florestan.
- 1934 i 36 Bayreuth com a Parsifal.
- 1936-45 Staatsoper, Volksoper de Viena.
- 1938 Covent Garden.
- 1945 Internat a Rússia.
- 1946-48 Treballa com a químic a Espanya.
- 1948 Òpera a Basilea i Berna.
- 1949-57 Berlín.
- 1949-58 Viena.
- 1963 Vetllada de cant al Carnegie Hall.[13] (Publicat a YouTube.)
- 1967 Professor titular a Viena.[14]

Rosvænge va publicar tres llibres en alemany. Va aparèixer en diverses pel·lícules, i hi ha nombrosos enregistraments sonors i de gramòfon d'ell, diversos dels quals s'han publicat en CD.

## Llegat
Rosvænge va ser mal vist a Dinamarca durant i després de la guerra, ja que era considerat pronazi i alemany. Tanmateix, no va ser acusat, imputat ni condemnat per cap delicte. Va romandre com a ciutadà danès durant tota la seva vida, però va ser eliminat del Llibre Blau de Krak el 1946.
Helge Rosvænge està enterrat a Glostrup Nordre Kirkegård.
El carrer Rosvaengegasse de Viena, al 1220, porta el seu nom.